# Fluitzwaan
De fluitzwaan (Cygnus columbianus) komt voor in Noord-Amerika. De 's winters in Nederland niet zeldzame kleine zwaan wordt buiten Nederland wel als een ondersoort (Cygnus columbianus bewickii) van de fluitzwaan beschouwd. In het Engels heet Cygnus columbianus Tundra Swan ("toendrazwaan") en daarmee worden beide ondersoorten bedoeld. 

## Beschrijving
In Nederland is de fluitzwaan nog nooit officieel vastgesteld. Lastig bij het herkennen van deze soort is dat ze erg veel op de kleine zwaan lijkt. Alleen de snavel van de fluitzwaan verschilt iets van die van de kleine zwaan. De snavel van de fluitzwaan is voor 10% geel en verder zwart. Er is veel kennis en beeldervaring nodig om de fluitzwaan van de kleine zwaan te onderscheiden.
In Noord-Amerika is het net andersom. Bovendien is het daar juist moeilijk om de fluitzwaan van de trompetzwaan te onderscheiden. De laatste is wat groter, heeft een wat andere vorm en heeft helemaal geen geel aan zijn snavel. Het belangrijkste verschil is echter het geluid. Fluitzwanen maken een vérdragend nasaal geluid dat in verte wel wat op het geblaf van een troep jachthonden lijkt. De naam fluitzwaan (Whistling Swan) slaat op het fluitend geluid dat de vleugels bij het vliegen maken, niet op het stemgeluid. De lichaamslengte bedraagt ongeveer 120 cm.
Fluitzwanen kunnen wel 70 jaar oud worden en gaan een vaste relatie aan voor het leven. Het zijn voornamelijk planteneters die van wortelstokken en zaden van waterplanten leven.

## Verspreiding en leefgebied

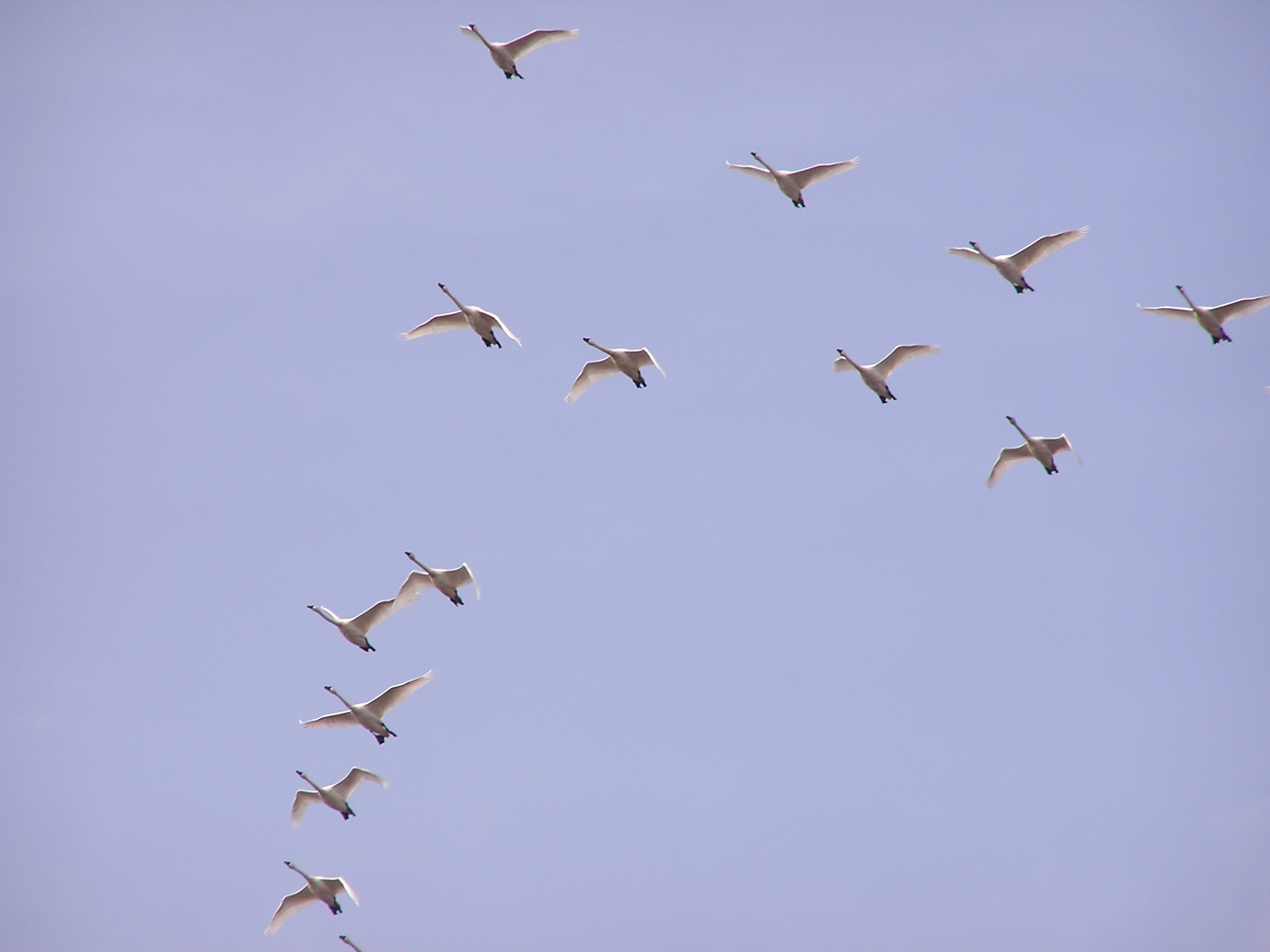
Een vlucht fluitzwanen

De fluitzwaan broedt op de noordelijke toendra van Nunavut, Yukon en Alaska en overwintert zowel aan de Pacifische als de Atlantische kust van de Verenigde Staten, o.a. in North Carolina. Daar zijn 's winters grote groepen te vinden, zowel op de meren van het veenachtige pocosin-gebied als op de waddeneilanden van de Outer Banks. Op Pea Island bijvoorbeeld beheersen zij het noordelijke bekken. Het zuidelijke, dat er maar door een smal dammetje van gescheiden is, is het winterverblijf van de sneeuwganzen. 